# Yechiva d'Aix-les-Bains
La yechiva Hakhmei Tsorfath d'Aix-les-Bains est l'une des principales académies talmudiques de France.

## Histoire
Une yechiva est établie par Ernest Weill à Neudorf, en 1933. Aussi appelée « yechiva de Strasbourg », l'école compte alors 2 professeurs pour 30 élèves. Dirigée par le rabbin Simcha Wasserman, fils de l'éminent talmudiste Elchonon Wasserman, elle est alors la seule yechiva de France. En 1938, le rabbin Wasserman émigre aux États-Unis, laissant la direction de la yechiva de Neudorf à Yitzchak Chaikin, disciple du Chofetz Chaim et d'Elchonon Wasserman, fraîchement débarqué. Il est bientôt déporté en Allemagne, et la yechiva doit fermer ses portes en 1939 jusqu'à la fin de la Seconde Guerre mondiale.
Son collège académique décide de rouvrir ses portes après la guerre à Aix-les-Bains, où elle s'établit définitivement. Elle est ensuite dirigée par le rabbin Yitzchak Chaikin, revenu de captivité et accueille d'ailleurs de nombreux rescapés de la Shoah :

« La Yeshiva Chachmei Tzorfas [la Yechiva des Sages de France] est déjà une réalité - pas simplement un bâtiment élégant, mais un palais. Environ une centaine de jeunes trouveront leur place ici. À présent de nombreux garçons venant de Buchenwald et de Dachau sont inscrits. La yeshiva attend leur arrivée. Le premier Rosh Hayeshiva (doyen) est déjà ici : le rabbin Chaikin, un ancien  étudiant de la Yeshiva de Radin. Lui aussi vient juste de rentrer de captivité [en Allemagne]. »

Elle est dirigée aujourd'hui par le rabbin Yits'hak Weill.

## Reb Itzikel et la yechiva d'Aix-les-Bains
Moshe Yitzchok Gewirtzman (1882 - 1976), fondateur de la dynastie hassidique de Pshevorsk (Pologne), connu comme Reb Itzikel est un grand-rabbin hassidique, d'origine polonaise, qui après la Seconde Guerre mondiale habite à Paris, en France, de 1949 à 1957, avant de s'établir à Anvers, en Belgique. Il séjourne, en été, à Aix-les-Bains, où il influence la yechiva.

## Les étudiants
De tradition ashkénaze, la yeshiva d'Aix-les-Bains a accueilli en grand nombre les jeunes de la communauté juive sépharade du Maroc et de Tunisie.

## Direction
- Yitzchak Chaikin
- Gershon Cahen

## Anciens élèves
- Israël Isaac Besançon
- Jérôme Cahen
- Joseph Frankforter
- Lucien Lazare
- Nissim Malka
- Claude Maman
- René Sirat[5]
- David Messas
- Aharon Monsonego